# Odynerus rubroviolaceus
Odynerus rubroviolaceus är en stekelart som beskrevs av Giordani Soika. Odynerus rubroviolaceus ingår i släktet lergetingar, och familjen Eumenidae. Inga underarter finns listade i Catalogue of Life.